# Listă de plante cu efect de curățare a colonului

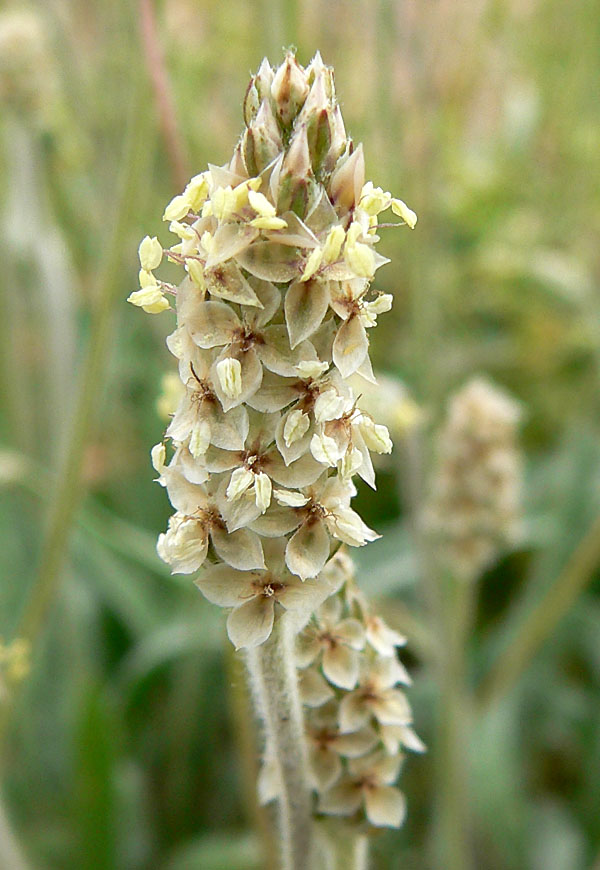
Plantago ovata, plantă din India

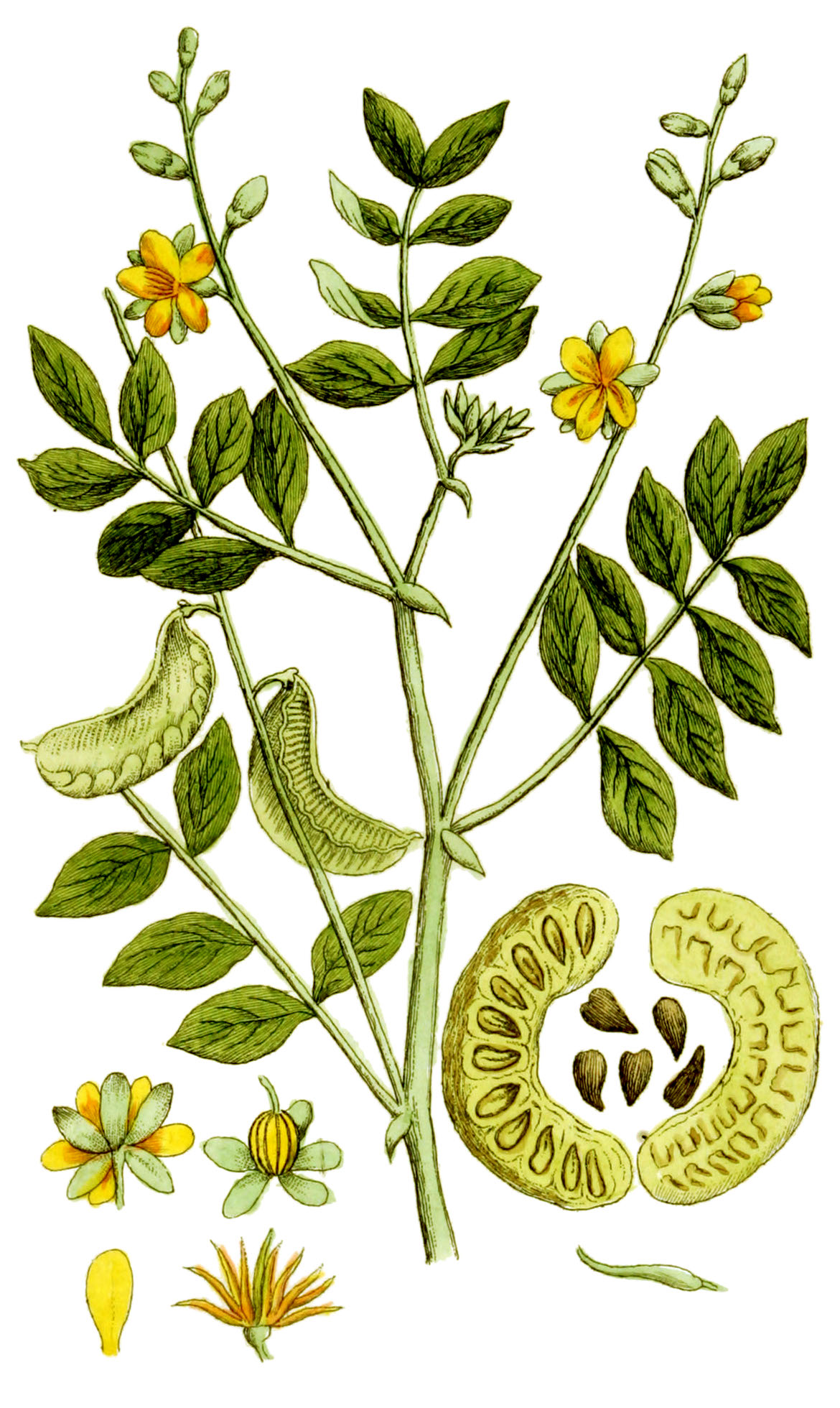
Senna

Aceasta este o listă de plante medicinale cu efect de curățare a colonului:
- Cardamom,[1] fructe
- Ceai verde (frunze, Theae folium, de Camellia sinensis)[2]
- Cicoare, rădăcină
- Cuișoare
- Ghimbir, rizomi
- In,ceai de crusin
- Lavandă, flori
- Lucernă
- Lemn dulce, rădăcină
- Măghiran
- Mentă
- Mușețel, flori
- Nalbă
- Plantago ovata, semințe[3]
- Salvie
- Senna (Sennae folium), frunze
- Soc, fructe
- Sunătoare
- Tei, flori
- Topinambur, tuberculi
- Valeriană, rădăcină
- Volbură

## Avertisment
Utilizarea necorespunzătoare a plantelor cu efect de curățare a colonului se poate dovedi a fi nu numai nefolositoare, dar și dăunătoare pentru organism. Aceste plante conțin nu doar substanțe nutritive și vitamine, ci și multe alte substanțe care, printr-o pregătire necorespunzătoare, se pot transforma în otravă.